# Fisk (efternamn)
Fisk är ett efternamn.

## Personer med namnet
- Clinton Bowen Fisk (1828–1890), amerikansk militär, affärsman och filantrop
- James Fisk (företagare), 1834-1872, amerikansk företagare.
- James Fisk (politiker), 1763-1844, amerikansk politiker.
- Robert Fisk (1946–2020), brittisk journalist
- Sari Fisk (född 1971), finsk ishockeyspelare
- Steve Fisk, amerikansk ljudtekniker, musiker och musikproducent